# Estadio Zagłębie Lubin
El Stadion Zagłębia Lubin, conocido por motivos de patrocinio como Dialog Arena, es el estadio de fútbol del Zagłębie Lubin, club de fútbol ubicado en Lubin, Polonia.

## Instalaciones
El nuevo estadio del Zagłębie Lubin fue construido en el mismo lugar donde estaba localizado el antiguo estadio. Su construcción comenzó el 18 de septiembre de 2007. Para su construcción se empleó cerca de 130 millones de zlotys, y cada asiento del palco vip costaba 1857 euros. Una de las razones por las que tanto el club como el propio ayuntamiento de Lubin financiaran tal construcción fue para poder disputar partidos internacionales y recibir la aprobación por parte de la UEFA, que lo nombró estadio de categoría 3. Respecto a las instalaciones del interior del estadio, el Dialog Arena posee una sala de conferencias, diez salas de prensa, diez habitaciones para los comentadores de radio y de televisión, un centro de prensa, cerca de seiscientos asientos vip y 32 asientos para personas con discapacidad.

## Partidos internacionales
| Fecha                | Equipo #1 | Res. | Equipo #2 | Competencia |
| -------------------- | --------- | ---- | --------- | ----------- |
| 10 de agosto de 2011 | Polonia   | 1:0  | Georgia   | Amistoso    |